# Mansupa
Mansupa es una localidad argentina ubicada en el departamento Río Hondo de la provincia de Santiago del Estero. Se encuentra al oeste de la ruta nacional 9, 7 km al norte del centro de Termas de Río Hondo.
En esta localidad se halla el aeródromo de Termas de Río Hondo, en terrenos de Bautista Fernández Robla, hotelero de la zona, en un lote donde se producían hortalizas para su hotel. El acueducto que abastece con agua potable a Termas pasa por esta localidad. Cuenta con una escuela.

## Población
Cuenta con 330 habitantes (Indec, 2010), lo que representa un descenso del 3,5% frente a los 342 habitantes (Indec, 2001) del censo anterior.
| Gráfica de evolución demográfica de Mansupa entre 1991 y 2010 |
|                                                               |
| Fuente: Censos nacionales del INDEC                           |